# Tribalj
Tribalj  falu Horvátországban, Tengermellék-Hegyvidék megyében. Közigazgatásilag Vinodolhoz tartozik.

## Fekvése
Fiumétól délkeletre, a Drivenikből Grižanébe menő út mellett, a Crikvenicára vezető út kereszteződésében  fekszik. A falutól nyugatra található a horgászok kedvelt pihenőhelye a Tribalji-tó.

## Története
A római korban itt haladt át az Itáliából Split irányába menő kereskedelmi út. Az út közelében a Soplja-hegyen római őrtorony állt. Tribalj területén már a kora középkorban település volt, melyet valószínűleg a 8. században betelepülő horvátok ősei alapítottak. Ezt bizonyítja, hogy Stranče nevű településrészén ószláv temetőt tártak fel, melyet a 8. és 11. század között használtak. Templomát 1323-ban, 1412-ben és 1449-ben is említik, de önálló plébániává  csak 1804-ben vált. Ekkor a templomot is bővítették. Iskolája már 1700-ban működött. Lakói mezőgazdasággal, állattartással, a nők tejtermékek előállításával, Crikvenica háztartásainak tejjel és tejtermékekkel való ellátásával foglalkoztak. A településnek 1857-ben 833, 1910-ben 1187 lakosa volt. A trianoni békeszerződésig Modrus-Fiume vármegye Novi járásához tartozott. A két háború között Jugoszlávia része volt. 1941 tavaszán olasz csapatok szállták meg és április 10-én német és olasz gyámság alatt létrejött a Független Horvát Állam. Tribalj csak 1943-ban lett önálló területi egység, addig a templomtól északra eső rész Drivenikhez, a tőle délre eső rész Grižane-Belgradhoz tartozott. 1943 őszén az olasz kapitulációt követően német csapatok szállták meg. 1945 áprilisában szabadult fel és ismét Jugoszlávia része lett. Vízierőművének építését még 1939-ben kezdték meg, de csak 1952. május 1-jén indult meg a működése. A mezőgazdaság és az  állattartás ekkor háttérbe szorult, a lakosok közül sokan az erőműben kezdtek dolgozni. 
2011-ben 610 lakosa volt.

## Lakosság
| Lakosság változása | Lakosság változása | Lakosság változása | Lakosság változása | Lakosság változása | Lakosság változása | Lakosság változása | Lakosság változása | Lakosság változása | Lakosság változása | Lakosság változása | Lakosság változása | Lakosság változása | Lakosság változása | Lakosság változása | Lakosság változása |
| ------------------ | ------------------ | ------------------ | ------------------ | ------------------ | ------------------ | ------------------ | ------------------ | ------------------ | ------------------ | ------------------ | ------------------ | ------------------ | ------------------ | ------------------ | ------------------ |
| 1857               | 1869               | 1880               | 1890               | 1900               | 1910               | 1921               | 1931               | 1948               | 1953               | 1961               | 1971               | 1981               | 1991               | 2001               | 2011               |
| 833                | 997                | 1030               | 1107               | 1228               | 1187               | 1090               | 1084               | 795                | 898                | 785                | 710                | 627                | 625                | 612                | 610                |

## Nevezetességei
- Mária látogatása Erzsébetnél (Sarlós Boldogasszony) tiszteletére szentelt temploma középkori eredetű, először 1323-ban említik. A hagyomány szerint helyén egykor egy kisebb Szűz Mária kápolna állt. Kertjében 9. századi óhorvát sírokat találtak. A templom 1804-ben plébániatemplom lett, ekkor átépítették és bővítették. Főoltára tiroli mester alkotása. Nemrég a homlokzatát renoválták. Búcsúünnepe július 2. melyet a tribaljiak „Jelisaftinának” neveznek. Ezen a napon a faluban népünnepélyt tartanak számos kulturális és művészeti programmal.
- Stranča nevű határrészén 8. – 11. századi ószláv temetőt tártak fel. A sírokra 1902-ben a Tribaljba vezető út építésekor bukkantak. A régebbi sírokban főként használati tárgyakat, a későbbiekben ékszereket, fülbevalókat, függőket, nyakláncokat, gyűrűket találtak. A strančai temető a második leggazdagabb feltárt temető az országban, mely betekintést nyújt a horvátok őseinek anyagi és lelki kultúrájába. A leleteket a fiumei tengermelléki történeti múzeumban őrzik.
- A Tribalji-tó különleges bájt nyújt a falu képének. Neki köszönhetően Tribalj a horgászok, sárkányrepülők, siklóernyősök kedvelt paradicsoma, de sokan kerékpározni, vagy éppen csak sétálni járnak ide.
- A Tribaljhoz tartozó Belobrajići falucskában az 5-ös szám alatt található egy védett, hagyományos építésű lakóépület magas fallal határolt kerttel.[4] Az épület háromemeletes, két ütemben épült: a földszint a 19. század eleji, az emeletet 1892-ben építették, míg a legutolsó átalakításokra a 20. század második felében került sor. A ház masszív kő építésű, L alaprajzú, nyeregtetős épület. A kertben található még egy értékes gazdasági épület, valamint az 1940-es években épült ciszterna.